# Pseudoeurycea saltator
El tlaconete saltarín (Pseudoeurycea saltator) es una especie de anfibio caudado (salamandras) de la familia Plethodontidae. Es endémica de la Sierra de Juárez, Oaxaca, México.

## Clasificación y descripción de la especie
Es una salamandra de la familia Plethodontidae del orden Caudata. Es de talla pequeña, alcanza una longitud de 5 cm. Su cola es larga y delgada, patas relativamente largas, manos y pies grandes con dedos largos. El dorso tiene una banda longitudinal de color amarillo, delimitada por una serie de manchas negras. La punta de su cola es de color amarillo brillante. 

## Distribución de la especie
Endémica de México, se conoce solo para el norte de Oaxaca en la región de Comaltepec en la Sierra de Juárez.

## Hábitat
Es arborícola y vive en bosque mesófilo de montaña entre 1,500 y 2,000 m s. n. m. Su hábitat natural son los montanos húmedos.

## Estado de conservación
Se considera como Amenazada (Norma Oficial Mexicana 059) y en Peligro Crítico en la Lista Roja de la UICN debido a la destrucción de su hábitat.